# Centre de documentation
Un centre de documentation est un organisme ou service chargé de collecter, d'organiser, traiter, mettre à la disposition d'utilisateurs les outils de recherche et les documents apportant une réponse à leur demande d'information.
Un centre de documentation peut être un organisme distinct mais souvent il est un service au sein d'une entreprise, d'une administration ou d'un organisme d'intérêt commun à ses membres (chambre de commerce, syndicat professionnel). Un centre de documentation n'est ni une bibliothèque, ni un centre d'archives, bien qu'il puisse y ressembler.